# Morfea
La morfea o esclerodermia localizada (gr. "piel endurecida") es un término que abarca un espectro de enfermedades autoinmunes del tejido conjuntivo que afectan principalmente a la piel, pero que también pueden implicar estructuras subyacentes, como la grasa, fascias, músculos y huesos.
Se caracteriza por la aparición de zonas de engrosamiento e induración de la piel y de la grasa. 
Su evolución es crónica, su causa desconocida y afecta con mayor frecuencia a las mujeres. Plantea únicamente problemas estéticos y no se asocia a ninguna enfermedad interna, al contrario de lo que ocurre en la esclerosis sistémica (o esclerodermia sistémica), en la que la afectación de otros órganos es frecuente.
Es un tipo de trastorno autoinmunitario, una afección que ocurre cuando el sistema inmunitario ataca por error y destruye tejido corporal sano.

## Clasificación
La morfea o esclerodermia localizada es un trastorno en el que los depósitos excesivos de colágeno conducen al engrosamiento de la dermis y a veces de los tejidos subcutáneos.
La grasa, fascias, músculos y huesos también pueden verse afectados, pero no los órganos internos como en la esclerosis sistémica (o esclerodermia sistémica). 
La morfea casi siempre evoluciona hacia la inactividad de forma natural. 
Se clasifica a su vez en distintos tipos, que se detallan a continuación. Es posible que varios estén presentes en un mismo paciente.

### Morfea en placas
Es el tipo más común de morfea. Se presenta como parches de piel abultada, con aumento o disminución de la pigmentación. Afecta sólo capas superficiales de la piel.

### Morfea generalizada
Presenta manchas más extensas que la morfea en placas y a menudo afecta a una superficie corporal mayor. Aunque raramente se asocia a complicaciones de órganos internos, se recomiendan revisiones periódicas.

### Morfea superficial
Afecta a mujeres de mediana edad.  Pueden aparecer entre los treinta y los cincuenta años de edad. Suelen presentar manchas de color malva simétricas en los pliegues de la piel.   

### Morfea lineal
Es más frecuente en niños y adolescentes. Consiste en una banda o línea de piel abultada en piernas o brazos. 

### Coup de sabre o golpe de sable
Es la esclerodermia lineal de la cara o cuerpo cabelludo.

### Morfea panesclerótica discapacitante de la infancia
Es una presentación rara que afecta a los niños y produce un extenso endurecimiento de la piel y el músculo subyacente. 

### Síndrome de Parry-Romberg
Es una rara enfermedad neurocutánea en la cual la esclerodermia lineal se asocia con hemiatrofia facial  progresiva facial, migraña, dolor facial y epilepsia. La Atrofia Hemifacial Progresiva , también conocida como Síndrome Parry Romberg es una enfermedad degenerativa extremadamente rara y pobremente comprendida, caracterizada por una lenta y progresiva atrofia facial unilateral que afecta al tejido celular subcutáneo, cartílago, tejido graso y estructuras óseas subyacentes, que frecuentemente se solapa con una condición conocida como esclerodermia lineal «en corte de sable». Su etiología es desconocida y el comienzo es lento, usualmente durante las dos primeras décadas de la vida, mas a menudo entre los 5 y 15 años de edad.

### Atrofodermia de Pierini y Pasini
Es una depresión en la piel causada por una pérdida significativa de tejido subcutáneo.   La atrofodermia de Pasini y Pierini es una dermatosis primaria con atrofia dérmica de naturaleza incierta que causa desfiguración de la zona afectada. Se considera es una variante atrófica primaria no esclerosada o indurada de esclerodermia localizada asintomática.

## Epidemiología
Es una condición poco común. 
Los estudios de incidencia y prevalencia son inadecuados y las cifras reales son probablemente mucho más altas, ya que es posible que muchos casos no acudan a atención médica. Sin embargo, un estudio relativamente reciente informa de la incidencia en los niños (menores de 16 años) en el Reino Unido e Irlanda del 3,4 por millón de niños por año.
Hasta la mitad de todos los casos se presentan en niños. Los niños son el 90% más propensos de padecer esclerodermia localizada que la enfermedad sistémica. La edad más frecuente de aparición de la enfermedad en los niños es de 5-10 años.· Las mujeres tienen al menos el doble de probabilidades que los hombres de ser afectadas.

## Etiología
En la mayoría de los casos, se desconoce la causa de la morfea. Se cree que la predisposición genética puede conducir a una liberación de citoquinas mediada inmunológicamente, causando inflamación, disfunción del metabolismo del tejido conectivo y posterior fibrosis.
Es discutible si existe algún riesgo de progresión a esclerosis sistémica (o esclerodermia sistémica), pero probablemente es una enfermedad completamente separada. Aunque la morfea y la esclerosis sistémica demuestran una activación similar de las vías inflamatorias y fibróticas, existen diferencias importantes en la señalización de las vías y marcas genéticas, lo cual indica que probablemente son procesos biológicamente diferentes.

## Cuadro clínico

### Morfea en placas
- Se presenta como parches de piel abultada, con aumento o disminución de la pigmentación. Afecta sólo capas superficiales de la piel.

- Las placas tienen forma generalmente ovalada, con un diámetro que oscila entre 1-20 cm. (o mayor).

- Comienzan como un color malva. A continuación, a largo de varios meses, cambian a blanco marfil en el centro con un borde de color lila. Las placas de larga duración pueden ser de color marrón.

- Su superficie es sin pelo, suave y brillante. Tienden a no sudar.

- Pueden aparecer varias placas asimétricas en ambos lados del tronco y las extremidades.

- A veces, la superficie es hiperpigmentada, con muy poca sensibilidad.

### Morfea generalizada
- Cuatro o más placas que afectan dos o más regiones del cuerpo.

- Puede haber engrosamiento de la piel generalizada sobre el tronco.

### Morfea superficial
- Manchas de color malva simétricas en los pliegues de la piel.

- Son particularmente comunes en la ingle, las axilas y debajo de los senos.

### Morfea lineal
- Banda o línea de piel abultada.

- Puede afectar al tejido subcutáneo y al músculo que se encuentra debajo.

- Aparece en piernas y en brazos.

### Coup de sabre o golpe de sable
- Es la esclerodermia lineal de la cara o cuero cabelludo.

- El pelo se pierde permanentemente y el hueso del cráneo subyacente puede contraerse.

- Ocasionalmente se asocia con anormalidades en el crecimiento de los huesos faciales, produciendo deformaciones considerables.

### Morfea panesclerótica discapacitante de la infancia
- Produce un extenso el endurecimiento de la piel y el músculo subyacente.

- El crecimiento de los huesos puede verse afectado.

- Puede llevar a contracturas articulares, úlceras que no cicatrizan y carcinoma de células escamosas.

### Síndrome de Parry-Romberg
- La esclerodermia lineal se asocia con hemiatrofia progresiva facial, migraña, dolor facial y epilepsia.[6]

### Atrofodermia de Pierini y Pasini
- Es una depresión en la piel causada por una pérdida significativa de tejido subcutáneo. Es una atrofia dérmica de etiología desconocida que en la mayoría de los casos se localiza en el tronco y el abdomen.[13]

## Diagnóstico
Los análisis de sangre tienen un papel muy pequeño en la evaluación de la morfea, aunque las pruebas confirmatorias se realizan a veces para ayudar en el diagnóstico. 
Pueden producirse incrementos policlonales en la inmunoglobulina G y M, especialmente en pacientes con morfea lineal y profunda. 
Hasta la fecha, no existen marcadores serológicos específicos disponibles para la morfea. Los autoanticuerpos como el factor reumatoide y los anticuerpos antinucleares son frecuentemente positivos. 
Aunque habitualmente se puede hacer un diagnóstico presuntivo en los hallazgos clínicos, se puede utilizar una biopsia para confirmar el diagnóstico y delimitar la profundidad de la afectación: 
- En el caso del tipo de placa y morfea generalizada, una biopsia por punción profunda (incluida la grasa subcutánea) suele ser suficiente.

- En el caso de la morfea lineal y la morfea profunda, se requiere una biopsia por incisión que se extiende hasta el músculo.

La radiografía puede ser útil en casos de morfea lineal o profunda, donde se sospecha la implicación del hueso subyacente. También se puede utilizar para controlar los defectos de crecimiento potencial en los pacientes pediátricos. 
El ultrasonido es cada vez más útil para monitorizar la actividad de la enfermedad subyacente.

## Tratamiento
No hay un tratamiento efectivo para la mayoría de los casos de morfea. Aunque varios de ellos han mostrado un posible beneficio en la investigación, se han realizado pocos estudios controlados. La terapia dirigida a la reducción de la actividad inflamatoria en la enfermedad temprana tiene más éxito que los intentos de disminuir la esclerosis en las lesiones bien establecidas. 
Hay evidencia de la eficacia de las siguientes opciones de tratamiento:
- Fototerapia con rayos ultravioleta (UVB) para la afectación de la piel superficial.

- Fototerapia con rayos UVA para la afectación de la piel más profunda. La eficacia se ha demostrado, aunque no hay certeza aún sobre la seguridad a largo plazo y el riesgo de cáncer de piel.[16]

- Metotrexato + / - corticosteroides sistémicos para la afectación de los tejidos subyacentes, y para la enfermedad grave o que progresa rápidamente.

- Tacrolimus tópico.[17]

La fisioterapia puede ser útil para prevenir contracturas articulares en la enfermedad severa. 
El uso de cremas hidratantes en la piel afectada también es de ayuda. 
Las cremas de protección solar deben usarse para evitar la hiperpigmentación (color oscuro de la piel) de las zonas afectadas.

## Pronóstico
- La morfea casi siempre evoluciona hacia la inactividad de forma natural. Por lo general, las lesiones mejoran gradualmente durante un período de años e incluso pueden desaparecer espontáneamente.
- La morfea en placas suele estar activa durante varios años y luego se ablanda lentamente, dejando manchas marrones y, en ocasiones, zonas deprimidas en la piel.
- La morfea lineal tiende a ser más progresiva y dura más tiempo, pero también eventualmente mejora con el tiempo, aunque a veces surgen depósitos de calcio dentro de las lesiones. Se requiere un seguimiento, ya que puede haber períodos de reactivación después de una larga latencia.[18] Existe una alta probabilidad de secuelas estéticas.
- Las extremidades afectadas por morfea grave pueden estar rígidas y débiles si hay pérdida de masa muscular. El crecimiento puede verse afectado.
- Un estudio encontró que la morfea que se desarrolla en la infancia tiene un curso de recaídas y remisiones, y produce lesiones más graves que la que se presenta por primera vez en la edad adulta.[19]
- La morfea raramente es mortal, pero puede afectar negativamente a la calidad de vida, ya que puede causar desfiguración e incapacidad.